# American Philological Association
La Sociedad de Estudios Clásicos (en inglés, Society for Classical Studies, abreviada como SCS), antes conocida como la Asociación Filológica Estadounidense (en inglés, American Philological Association o APA), fundada en 1869, es una organización sin ánimo de lucro norteamericana dedicada a todos los aspectos de las civilizaciones griega y romana. Es la asociación preeminente en el campo, y publica una revista, Transactions of the American Philological Association (TAPA). Publicó un diccionario biográficos de clasicistas de los EE. UU.
La APA tiene actualmente su sede en la Universidad de Pensilvania, en Filadelfia.